# 1975年香港市政局選舉
1975年香港市政局選舉於1975年3月5日舉行，由選民投票選出6位民選議員，任期至1979年3月31日，共有十三人參選。

## 選舉實況
本次選舉共設有十二個投票站，遍佈港九及新市鎮，分別為：英皇書院、香港大會堂、軒尼詩道官立小學、北角官立小學、尖沙咀碼頭候船室、伊利沙伯中學、九龍工業學校、巴富街官立小學、新蒲崗官立小學、觀塘官立小學、荃灣官立中學、元朗市鄉議局中學及大埔黃肇枝中學，投票率為31.3%，而投票人數為10,903人，是歷屆選舉最多。
當選人依得票序分別為：葉錫恩（連任、傳道人）、黃夢花（連任、醫生）、張有興（連任、鐘錶商人）、黃品卓（連任、醫生）、陸海安（新任、親臺報紙《真報》社長）和楊勵賢（連任、教師）。